# LPK-26
LPK-26 je lek, koji je visoko selektivni κ-opioidni agonist. On je analgetik.

## Literatura
1. ↑  Tao YM, Li QL, Zhang CF, Xu XJ, Chen J, Ju YW, Chi ZQ, Long YQ, Liu JG (2008). „LPK-26, a novel kappa-opioid receptor agonist with potent antinociceptive effects and low dependence potential”. European Journal of Pharmacology. 584 (2-3): 306—11. PMID 18353307. doi:10.1016/j.ejphar.2008.02.028.

## Spoljašnje veze
|  | Molimo Vas, obratite pažnju na važno upozorenje u vezi sa temama iz oblasti medicine (zdravlja). |